# Parco archeologico delle Mura messapiche
Il parco archeologico delle Mura messapiche si estende per 150 000 m² a nord-est del comune di Manduria, in provincia di Taranto. Al suo interno sono conservati ampi tratti della triplice cerchia di mura che in età messapica circondava la città, la più grande necropoli messapica mai scoperta (circa 2 500 tombe databili dal VI al II secolo a.C.), il Fonte Pliniano (un pozzo alimentato perennemente da una falda acquifera sotterranea), e la chiesa di San Pietro Mandurino, di epoca medievale.

## Mura
La Manduria del periodo Messapico era circondata da una triplice cerchia muraria (datata tra il V ed il III secolo a.C.), una interna, una esterna ed una disposta tra le prime due. La prima cerchia muraria, quella più interna, fu costruita tra V e IV secolo a.C.; ha un perimetro di 2.187 metri e un diametro di 842 metri. Fu edificata con grossi massi di pietra locale incastrati tra loro (senza quindi l'uso di malta). Prima di questa cerchia muraria vi è un fossato, largo e profondo 4 metri. La cerchia di mura intermedia, costruita nel IV secolo a.C., fu ottenuta interrando il fossato e seguendo lo stesso perimetro della cerchia antica (proprio sotto questa mura fu ucciso il re di Sparta Archidamo, nel 338 a.C.). La cinta esterna risulta essere quella meglio conservata e quella più imponente: costruita con la tecnica dell'opus quadratum, ha un perimetro di 3.382 metri ed un diametro di 1.290 metri. Inoltre raggiunge un'altezza e uno spessore di 5 metri. Anche questa cerchia è preceduta da un fossato, largo 6,50 metri e profondo 5. Quest'ultima cerchia di mura fu costruita intorno al III secolo a.C.
Intorno alle mura vi erano anche delle strade che, attraverso delle porte disposte ad intervalli regolari nelle mura e protette da torrette, mettevano in comunicazione l'interno dell'abitato con l'esterno. Dopo l'assalto della città ad opera di Quinto Fabio Massimo le mura non furono più ricostruite.

## Necropoli
All'interno del sito, a ridosso delle mura, è presente la più vasta necropoli messapica mai scoperta. La scoperta e la conseguente tutela della necropoli è avvenuta nel 1932, ad opera di Quintino Quagliati, soprintendente ai beni archeologici della Puglia. Negli anni successivi sono stati condotti nuovi scavi che hanno portato alla luce nuove tombe con all'interno i corredi funebri. Le varie tombe scoperte percorrono un arco temporale che va dal VII al II secolo a.C. Si è notato, inoltre, che le tombe più recenti hanno subito cambiamenti sia della struttura che del tipo di sepoltura del defunto. Tra i vari modelli di tombe, prevalgono quelle del tipo a fossa rettangolare disposte a gruppi, probabilmente in base al ceto sociale: molte di queste sono intonacate e presentano anche tracce di pittura.

## Fonte Pliniano
Il Fonte Pliniano è tuttora uno dei simboli della città (è rappresentato anche nello stemma cittadino); di epoca quasi certamente messapica, venne descritto da Plinio il Vecchio (da cui successivamente prese il nome) nella sua Naturalis Historia. Si tratta di un pozzo posto all'interno di una grotta naturale di 18 metri di diametro e 8 metri di larghezza raggiungibile scendendo 20 gradini scavati nella roccia. Sulla volta della grotta si apre un lucernario quadrato, una struttura cilindrica dalla quale spunta un albero di mandorlo (secondo la leggenda secolare) dalla quale penetra la luce necessaria ad illuminare l'ambiente. Dal pozzo e dalla vasca adiacente sgorga perennemente acqua proveniente da una falda acquifera sotterranea. Anticamente il Fonte Pliniano era adibito anche a luogo di culto di una divinità messapica.

## Chiesa di San Pietro Mandurino

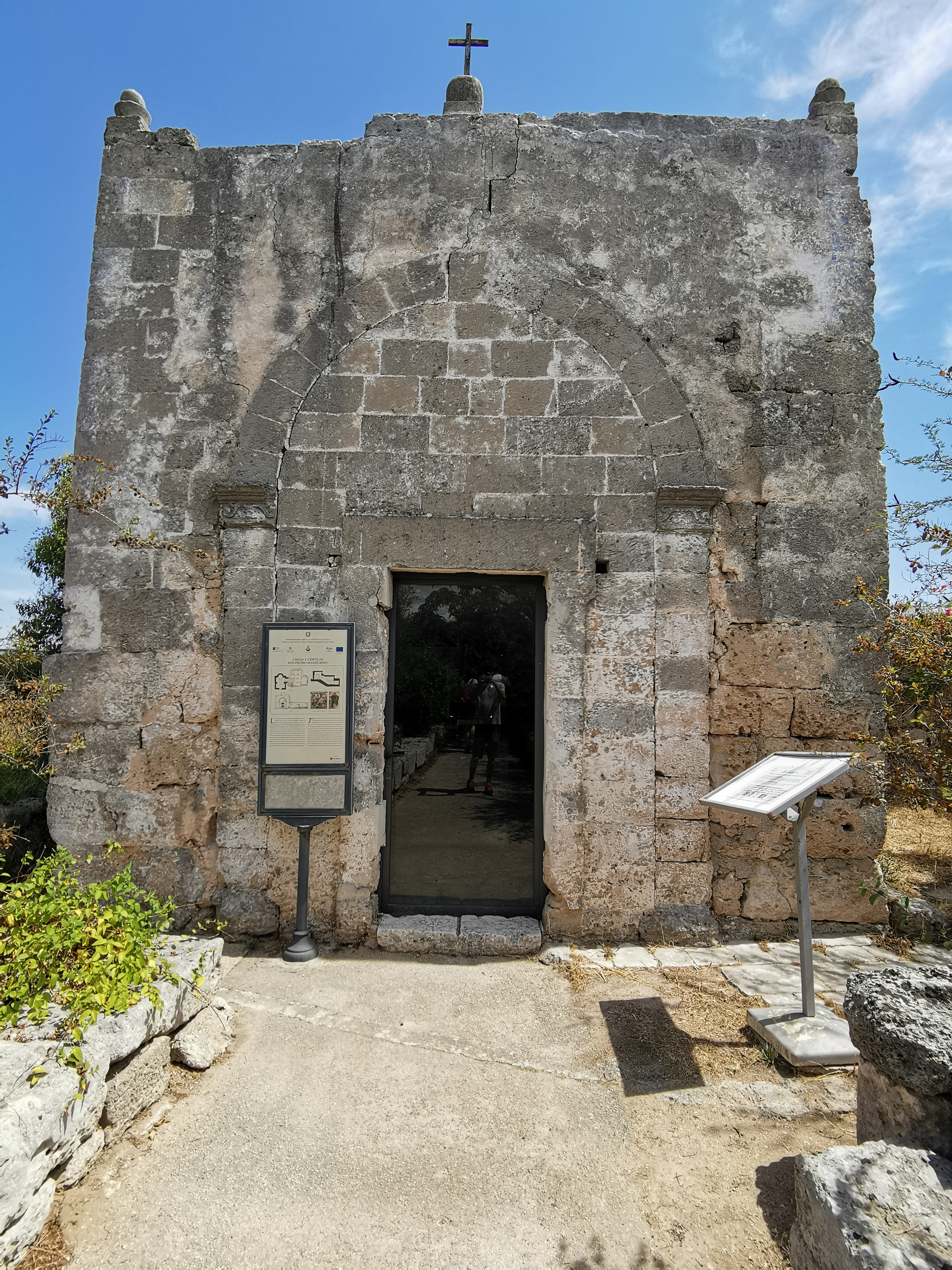

Anch'essa inclusa nel parco archeologico, probabilmente risale all'età ellenistica, epoca in cui era una tomba a camera. Successivamente, tra l'VIII ed il IX secolo fu costruita la cripta sotterranea, adibita al culto bizantino; la chiesa superiore, invece, è datata tra X e XII secolo. In epoca successiva la chiesa fu abbandonata fino al 1724, quando l'allora vescovo di Oria decise di farla restaurare (vi è anche una lapide che lo attesta). La chiesa, orientata in direzione est-ovest, secondo il rito greco, ha due navate e due absidi divise da tre pilastri. Inoltre è divisa in due ambienti da un grande arco centrale. Di questi due ambienti, uno ha una volta a cupola, mentre l'altro è voltato a botte. Lungo le pareti della chiesa e della cripta sottostante sono presenti affreschi raffiguranti santi di difficile datazione (forse di epoca bizantina) a causa dei pesanti rimaneggiamenti del XVIII e XIX secolo. Nel 1972, sotto il pavimento dell'edificio, sono state scoperte alcune tombe di epoca medievale.